# ضحيان (عمران)
ضحيان هي إحدى قرى الجمهورية اليمنية. تتبع جغرافيا لمحافظة عمران وإداريًا لمديرية خارف. يبلغ تعداد سكانها 1959 نسمة حسب الإحصاء الذي أجري عام 2004.